# Lockheed Martin
Lockheed Martin Corporation er et amerikansk luftfarts-, våben-, forsvars-, informationssikkerheds- og teknologiselskab med verdensomspændende interesser. Selskabet anses særligt som et af verdens førende selskaber med hensyn til fremstilling og udvikling af avanceret udstyr og teknologi indenfor forsvars-/våbenindustrien. Selskabet blev grundlagt i 1995 gennem en fusionen mellem de to selskaber Lockheed Corporation og Martin Marietta Corporation. Lockheed Martin har hovedkvarter i Bethesda, Maryland og beskæftiger knap 120.000 medarbejder på verdensplan.
Målt på omsætning er Lockheed Martin (primo 2023) én af verdens største våbenleverandører. Lockheed Martin er den største leverandør til det amerikanske forsvarsministerium, hvorfor ministeriet ligeledes er selskabets klart største kunde. Stor set hele selskabets omsætning kan tilskrives indkøbskontrakter indgået med forskellige regeringer rundt omkring i verden: over 70% af selskabets omsætning i 2022 kom direkte fra den amerikanske regering, mens den resterende del af selskabets omsætning kan tilskrives andre internationale regeringer (mindre end 1% kom fra "kommercielle og andre").
Et af Lockheed Martins største forretningsområde er luftfart og aeronautik, hvor selskabet har en ledende position og har udviklet en lang række af helikoptere og militærfly. Her har selskabet bl.a. udviklet transportflyet C-130 Hercules og kampflyet F-35 Lightning II, som begge bruges af det danske forsvar. Lockheed Martin opkøbte i 1993 ligeledes General Dynamics' flyproduktionsvirksomhed, hvilket omfattede F-16 Fighting Falcon, som siden 1980 (og forventes endeligt pensioneret i 2025) ligeledes har været en del af det danske forsvar. Desforuden har selskabet udviklet militærflyene F-22 Raptor, F-117 Nighthawk, SR-71 Blackbird og U-2. Her har Lockheed Martin haft en førende position indenfor udviklingen af stealth-fly og -teknologier, heriblandt RAM (radiation-absorbent material).
Af andre forretningsområder beskæftiger selskabet sig også med udvikling og fremstilling af satellitter, raketter, missiler og avanceret software relateret hertil. Her har selskabet bl.a. været med til at udvikle – og producere – raket- og missilsystem HIMARS og ATACMS.